# Michel Clouscard
Michel Clouscard (* 6. August 1928 in Montpinier; † 21. Februar 2009 in Gaillac) war ein französischer Soziologe, Philosoph und politischer Intellektueller. Er stand der Kommunistischen Partei Frankreichs nahe.
Clouscard war von 1975 bis 1990 Professor für Soziologie an der Universität Poitiers. Er zog sich nach Gaillac zurück, um sein weiteres Werk zu verfassen, das zum Teil unveröffentlicht geblieben ist. Er starb in an den Folgen der Parkinson-Krankheit.

## Leben

### Jugend
Michel Clouscard war das zweite Kind des Schreiners Jules Clouscard (1896–1968) und der Lehrerin Myrène Clouscard (1897–1988), geborene Gaston, die sich 1932 trennten, ohne sich scheiden zu lassen. Nachdem er in der Grundschule mit Schwierigkeiten zu kämpfen gehabt hatte – er und sein älterer Bruder Jean (1924–2003) wuchsen ohne väterlichen Beistand auf –, bestand er 1948 sein literarisches Abitur.
Als Jugendlicher betrieb er Leichtathletik im Club Union Athlétique Gaillacoise. 1947/48 gehört er zu den besten französischen Kurzstreckenläufern. Weil die schulischen Anforderungen kaum mit dem Leistungssport zu vereinbaren waren, konnte er sich nicht für die in London stattfindenden Olympischen Spiele 1948 qualifizieren. Diese Erfahrung verarbeitete er in seiner 1962 erschienenen Diplomarbeit mit dem Titel Die sozialen Funktionen des Sports.

### Die Jahre der Hochschulausbildung
Michel Clouscard schrieb sich 1948 an der literarischen und sozialwissenschaftliche Fakultät Toulouse ein und bestand 1952 sein Philosophiediplom (Licence). Während seines Studiums hörte er unter anderem Vorlesungen bei Ignace Meyerson, der als Psychologe interdisziplinär und sozialwissenschaftlich arbeitete, und Georges Bastide, dessen laizistische und republikanische Ethik ihn begeisterten. Bei Georges Gurvitch schrieb er seine Diplomarbeit zum Thema Sport und übernahm dessen methodische Haltung des „dialektischen Hyperempirismus“. Gurvitch übernahm zunächst die Betreuung seiner Doktorarbeit, musste dies jedoch aus gesundheitlichen Gründen aufgeben. Henri Lefebvre übernahm die Anleitung zu seiner Doktorarbeit, die er 1971 verteidigte und die 1972 unter dem Titel L'Être et le Code erschien.

## Werk
In seinem Hauptwerk L'Être et le Code zog Clouscard eine Parallele zwischen dem Ancien Régime und der Gegenwart. Damals wie heute biedere sich die Intelligenz der Wirtschaftselite an. Clouscard prangerte die Freudomarxisten an, die den vom Kapitalismus bereitgestellten Konsum als eine Befreiung ansähen, obwohl die Produktionsverhältnisse nicht verändert worden sind. Diese Konvergenz bezeichnete er als „libertären Liberalismus“. Er untersuchte des Weiteren die gesellschaftlichen Widersprüche zwischen Produktion und Konsum. Die Elite nehme am „Frivolen“ den Hauptanteil in Anspruch, ohne zu produzieren, während die unteren Klassen sich selbst ausbeuteten, um Zugang zu einem minimalen frivolen Konsum zu haben.
Sein Werk greift auf die Positionen von Jean-Jacques Rousseau, Friedrich Hegel und Marx zurück, die er zu verbinden sucht. Clouscard ergänzte die marxistische Analyse um eine Anthropologie des Kapitalismus. In seinem Werk Rousseau oder Sartre, Von der Moderne konzentrierte sich seine philosophische Forschung auf den Gedanken des Gesellschaftsvertrags, indem er Rousseau gegen den Neukantianer Jean-Paul Sartre den Vorzug gab.
Er war ein Kritiker der Sozialdemokratie, die er für einen Bestandteil des neuen Kapitalismus der Konsumgüterindustrie hielt. Zugleich grenzte er sich klar vom Stalinismus ab, weil er begriffliche Grundlagen für eine politische Philosophie der demokratischen Selbstbestimmung entwickelte. Unter anderem schlug er die Einführung einer vierten Gewalt vor: das „Parlament des kollektiven Arbeiters“. Diese Philosophie der Praxis sollte durch Erziehung und Bildung eine von Internationalismus, Partizipation und Überwindung des Kapitalismus geprägte Gesellschaft hervorbringen.

### L'Être et le Code

#### Zeitdiagnose
Anfang der 1970er Jahre entwickelte Michel Clouscard seine Kritik des libertären Liberalismus. Ausgangspunkt waren die Umwälzungen der sozialökonomischen Strukturen in Westeuropa nach dem Zweiten Weltkrieg und die neue kapitalistische Politik- und Wirtschaftsordnung.
Relevant erschien ihm vor allem das Entstehen der Leichtindustrie, die ab Mitte des 20. Jahrhunderts die Serienfertigung von Konsum- und Luxusgütern zur Regel machte. Die Frivolität der Güter ist eine zentrale Kategorie seiner Analyse, ebenso die Thesen der Kritik der politischen Ökonomie von Karl Marx, die sich noch auf die Industrialisierung der Schwerindustrie bezogen. Im Aufstieg des neuen Produktionssektors sieht Clouscard den Grund für den Übergang der kapitalistischen Gesellschaft von einer repressiven zu einer permissiven Moraldoktrin.
Als Wendepunkt von einer repressiven traditionellen Kultur, die er in Grundzügen als Faschismus versteht, zu einer genussorientierten Gesellschaft markiert er den Mai 1968. Die Änderung der gesellschaftlichen Norm verdecke jedoch nur den Hauptwiderspruch: Die Erlaubniskultur verschleiert in seinen Augen die wirtschaftliche Unterdrückung der Arbeiterklasse und bereite eine neue faschistoide Unterdrückung vor, die auf dem Bedarf des Kapitalismus an der Entwicklung neuer Märkte und der werbegetriebenen Bedarfsweckung beruhe. Durch die Umwälzung des politischen Establishments wurden seiner Meinung nach die ökonomischen Grundlagen der Gesellschaft nicht verändert, sondern dem Kapitalismus im Rahmen eines „befreiten“ Konsums neue Märkte erschlossen. Zugleich behauptet nach Clouscard die bourgeoise Ideologie, die Freiheit des Konsums entspräche der individuellen Freiheit des kooperierenden Arbeiters, trotz der Entfremdung des Ertrags seiner Arbeit. Dabei wird das Individuum aber, so seine Diagnose, als unberührbare Monade und nicht als Teil eines Sozialgefüges behandelt.

## Rezeption
Jean-Paul Sartre lobte L'Être et le Code, trotz der scharfen Kritik an Husserl und an ihm selbst.
Der Roman Extension du domaine de la lutte (Ausweitung der Kampfzone) von Michel Houellebecq legt eine Analyse der sozialen Beziehung Mann-Frau unter dem Blickwinkel des Liberalismus, ähnlich den Konzepten von Michel Clouscard, dar, obwohl Houellebecq liberale mit konservativen Ansichten vermischt.
Obwohl Clouscard die wichtigste Referenz für Alain Soral ist, hat sich Ersterer deutlich und öffentlich vom politischen Wirken des Zweiten in einem Aux antipodes de ma pensée (In krassem Gegensatz zu meinem Denken) betitelten Artikel abgegrenzt.  Der Titel ist eigentlich gegen Le Pen gerichtet. Soral hatte 1999, mehrere Jahre bevor er dem Zentralkomitee des Front national beitrat, ein Vorwort für Clouscards Buch Néo-faschisme et idéologie du désir (Neofaschismus und Ideologie der Begierde) geschrieben.

## Veröffentlichungen
- L'Être et le Code, Éditions Mouton, 1972; neu herausgegeben: L'Harmattan, 2004, ISBN 978-2-7475-5530-2
- Néo-fascisme et idéologie du désir, 1973; neu herausgegeben: Le Castor Astral, 1999; neu herausgegeben: Delga, 2008, ISBN 978-2-915854-10-7
- Le Frivole et le Sérieux, Albin Michel, 1978; neu herausgegeben: Delga, 2010, ISBN 978-2-915854-20-6
- Le Capitalisme de la séduction – Critique de la social-démocratie, Éditions sociales 1981, neu herausgegeben: Delga, 2006, ISBN 978-2-209-05457-2
- La Bête sauvage, Métamorphose de la société capitaliste et stratégie, Éditions sociales, 1983
- De la Modernité: Rousseau ou Sartre, Éditions sociales, 1985
- Neu herausgegeben unter dem Titel: Critique du libéralisme libertaire, généalogie de la contre-révolution, Éditions Delga, 2005, ISBN 2-915854-01-7
- Les Dégâts de la pratique libérale ou les métamorphoses de la société française, Nouvelles Éditions du Pavillon, 1987
- Traité de l'amour fou. Genèse de l'Occident, Scandéditions-Éditions sociales, 1993, ISBN 978-2-209-06862-3
- Les Métamorphoses de la lutte des classes, Le Temps des Cerises, 1996, ISBN 978-2-84109-071-6
- Refondation progressiste face à la contre-révolution libérale, Éditions L'Harmattan, 2003, ISBN 978-2-7475-5307-0
- La production de l'« individu », Delga, 2011, ISBN 978-2-915854-27-5